# Chatka Marianówka
Chatka Marianówka w Stanisławowie – schronisko turystyczne (chatka studencka) położona na zboczu Rosochy (464 m n.p.m.) na Pogórzu Kaczawskim, w granicach administracyjnych wsi Stanisławów (powiat jaworski).
Budynek został wybudowany w 1986 roku przez oddział PTTK z Jawora, w sąsiedztwie ruin dawnego niemieckiego schroniska turystycznego, zniszczonego w 1945 roku. Od 2012 roku budynkiem zarządza Polskie Bractwo Turystyczne ze Złotyoryi.
Nocleg w chatce jest możliwy po uprzednim uzgodnieniem z członkami Bractwa. Obiekt posiada 12 miejsc noclegowych, obok znajduje się pole namiotowe. Chatka nie jest zelektryfikowana, nie posiada również ujęcia bieżącej wody.

## Piesze szlaki turystyczne
W pobliżu chatki przebiegają następujące piesze szlaki turystyczne:
- Szlak Brzeżny ze Złotoryi przez Rosochę, Stanisławów, Jaworską Górę (402 m n.p.m.), Bogaczów aż do Bolkowa,
- Szlak Kopaczy z Leszczyny przez Stanisławów, Sichów, Bogaczów na Górzec (445 m n.p.m.).